# Pioppo bianco di Castel Goffredo
Il pioppo bianco di Castel Goffredo è un albero monumentale situato in strada Lotelli, nel comune di Castel Goffredo, in provincia di Mantova.
Si tratta di un esemplare di pioppo bianco (populus alba).

## Storia
È iscritto nella lista degli alberi monumentali della Provincia di Mantova.